# Murders in the Rue Morgue (pel·lícula de 1932)
Murders in the Rue Morgue és una pel·lícula de terror nord-americana de 1932 dirigida per Robert Florey i basada en el conte de l'escriptor romàntic Edgar Allan Poe "The Murders in the Rue Morgue" publicat l'any 1841. La trama se situa a finals del segle XIX i gira al voltant d'un sàdic doctor i firaire de París anomenat Doctor Mirakle (Bela Lugosi) que segresta dones joves per fer experiments que puguin ajudar-lo a confirmar les seves teories sobre l'evolució del mico a l'home. Malauradament, les víctimes no sobreviuen als estudis del científic, i aquest es veu obligat a capturar noves desafortunades per continuar amb la seva feina. És així com el malvat doctor decideix raptar Camille L'Espanye (Sidney Fox), núvia del jove metge Pierre Dupin (Leon Ames), que ja s'havia interessat pels anteriors assassinats.
La cinta va ser produïda a manera de compensació per a Lugosi i Florey, després que tots dos fossin eliminats del projecte de Frankenstein (1931). Originalment, Lugosi havia estat seleccionat com el Dr. Frankenstein i la pel·lícula havia de ser dirigida per Florey, qui havia estat desenvolupant el cobejat projecte. No obstant això, Lugosi finalment va interpretar el monstre mut. Florey va ser reemplaçat com a director per James Whale, ja que el productor Carl Laemmle estava insatisfet amb el treball de Florey en el projecte, i havia donat a Whale la primera opció de qualsevol propietat d'Universal en aquell moment.
La pel·lícula es va mostrar públicament per primera vegada a Nova York el 10 de febrer de 1932, i la seva estrena àmplia va ser censurada a tota Amèrica del Nord. Els resultats a la taquilla de Murders in the Rue Morgue van ser decebedors i els autors d'Universal Horrors van descriure les crítiques de la pel·lícula com a "dures". Tanmateix, la pel·lícula va fer que altres històries de Poe fossin adaptades per Universal Pictures; també va ser el primer film a tenir Lugosi en un paper de científic boig o de metge, fet que es repetiria més tard en la seva carrera des de The Black Cat (1934) fins La promesa del monstre (1955).

## Trama
La trama transcorre al París, l'any 1845. El protagonista de la història és el malvat Dr. Mirakle, un científic i firaire que segresta dones joves i els injecta sang del seu simi Erik, amb l'objectiu de confirmar la seva teoria evolutiva que relaciona aquests animals amb els humans. Malauradament, les víctimes no sobreviuen als estudis del científic, i aquest es veu obligat a capturar noves desafortunades per continuar amb la seva feina.
Un dia de fira, Pierre Dupin, un jove i ingenu estudiant de medicina visita juntament amb la seva promesa Camille L'Espanaye i els seus amics Paul i Mignette l'espectacle de Mirakle, on exposa l'Erik. El malvat científic es queda encantat amb Camille, la núvia de Pierre, i la convida a mirar de més a prop al simi engabiat, que li agafa el barret. Pierre prova de recuperar-lo, però l’animal ho impedeix amb un intent d’estrangulació. Mirakle frena a l’Erik i insisteix a la jove en què li proporcioni la seva adreça per enviar-li un barret nou, però aquesta es nega. Quan Pierre i Camille marxen, el doctor ordena al seu ajudant Janos que els segueixi.
Un temps després, una de les víctimes de Mirakle, una prostituta, apareix sense vida en un riu i el seu cos és traslladat a la comissaria. Pierre vol examinar la sang de la dona, però el tècnic de la morgue ho prohibeix, així que l’estudiant de medicina el suborna perquè li entregui una petita mostra de forma extraoficial. Després d’analitzar-la, Pierre descobreix una substància estranya que coincideix amb la trobada en altres víctimes d’assassinats no resolts.
Mentrestant, Mirakle visita a Camille i li demana que torni a veure a l'Erik; quan ella es nega, el científic envia al simi a segrestar-la. Pierre, que durant l’arribada de l’animal a casa de la seva núvia està marxant d’aquesta, sent els crits de Camille. Així doncs, l’estudiant de medicina retrocedeix en el seu camí i intenta de forma desesperada tornar a accedir a l’habitatge. Quan el simi ja s’ha emportat a la seva víctima, la policia apareix alertada pels veïns, i arresta a Pierre. En desbloquejar la porta i entrar a la casa, es descobreix l’absència de Camille i la seva mare. Un policia entrevista tres testimonis: l'italià Alberto Montani, l'alemany Franz Odenheimer i un danès, tots els quals afirmen haver sentit a Camille cridar i algú més parlant en una llengua estrangera. Finalment, la mare de Camille apareix morta; el seu cos està endinsat en una xemeneia i la seva mà agafa la pell de simi, per la qual cosa Pierre dedueix que l'Erik pot estar involucrat.
La policia, juntament amb Pierre, corre cap a l'amagatall de Mirakle. En aquell mateix instant, el científic es troba a punt d’injectar sang de simi a la jove, pet que no es produeix perquè l'Erik es gira contra el seu amo i l’estrangula. Quan la policia arriba, l’animal agafa Camille i se l’emporta per sobre les teulades de París. L’autoritat el persegueix fins a arribar al sostre d’una petita casa, on el simi s’enfronta a Pierre i és fatalment abatut per aquest, salvant així a la jove del perill.

## Repartiment
Repartiment procedent del llibre Universal Horrors:
- Bela Lugosi com a doctor Mirakle.
- Sidney Fox com a Camille L'Espanaye.
- Leon Ames com Pierre Dupin.
- Bert Roach com Paul.
- Betty Ross Clarke com a Mademoiselle L'Espanaye.
- Brandon Hurst com a agent de policia.
- Noble Johnson com Janos.
- Arlene Francis com a caminant.

## Producció
Robert Florey va esmentar per primera vegada la història "Murders in the Rue Morgue" a Universal Studios el març de 1930, moment en què Dràcula estava en estrena i Frankenstein estava en preproducció, de manera que la planificació d'una adaptació de la història de Poe no va començar fins al 1931. L'abril de 1931 es va preparar un tractament cinematogràfic del conte i Bela Lugosi va ser l'elegit per a encarnar a Dr. Mirakle. En primera instància la pel·lícula havia de ser dirigida per George Melford, qui s'havia encarregat de dirigir la versió en castellà de Dràcula. L'estudi va deixar Melford i el va substituir per Florey. Bette Davis va ser audicionada per a representar a Camille; però segons Florey, Carl Laemmle Jr. la va rebutjar per "falta d'atractiu sexual". Els únics elements de la història de Poe utilitzats a la pel·lícula són el descobriment d'un cadàver a una xemeneia i la discussió sobre quin llenguatge parlava l'assassí. Gran part de la història de Poe es va canviar per adaptar-la al paper de Lugosi com el Doctor Mirakle; ja que Florey va dir que "havia d'enfortir i allargar el conte de Poe" i que "va afegir nombrosos personatges".
El pressupost inicial de 130.000 dòlars es va reduir a 90.000 dòlars. En un moment donat, Florey va deixar la producció, però més tard hi va tornar. El director va lluitar amb Universal per l'ambientació de la història; ja que la productora volia que la pel·lícula tingués un ambient contemporani. El rodatge va començar el 19 d'octubre de 1931 i va acabar el 13 de novembre del mateix any. John Huston, que treballava per a Universal com a guionista, té el crèdit d'escriure diàlegs addicionals; Huston va dir que el seu paper era intentar "introduir l'estil en prosa de Poe al diàleg", però el director va pensar que sonava desconcertat, de manera que ell i els seus assistents van reescriure escenes al plató. Com a resultat, la imatge era una estranya barreja de prosa del segle dinou i col·loquialismes moderns". Leon Ames va dir més tard que Florey "no estava content amb la imatge, però mai no en va parlar […] El guió no li agradava, volia arreglar-ho i no el van deixar". Ames també va dir que Florey "no era un director poderós en aquells dies; això és el que el va frustrar ... No li importaven massa els executius".
Tot i que Murders in the Rue Morgue va acabar oficialment la producció a Universal el 13 de novembre de 1931, Frankenstein s'estava convertint en un èxit comercial, així que Universal va tornar a produir la pel·lícula el 10 de desembre i va augmentar el pressupost a 186.090 dòlars després d'afegir set dies per tornar a rodar algunes escenes i crear-ne de noves. Les escenes filmades durant aquest període de postproducció inclouen una recuperació de la seqüència del duel, noves escenes de les habitacions de Pierre i Camille, cinc dies de re-filmació del clímax del terrat i primers plans d'un ximpanzé al zoo de Selig. Durant aquest període de postproducció es van tornar a ordenar diverses escenes de la primera meitat de la pel·lícula.

## Estrena

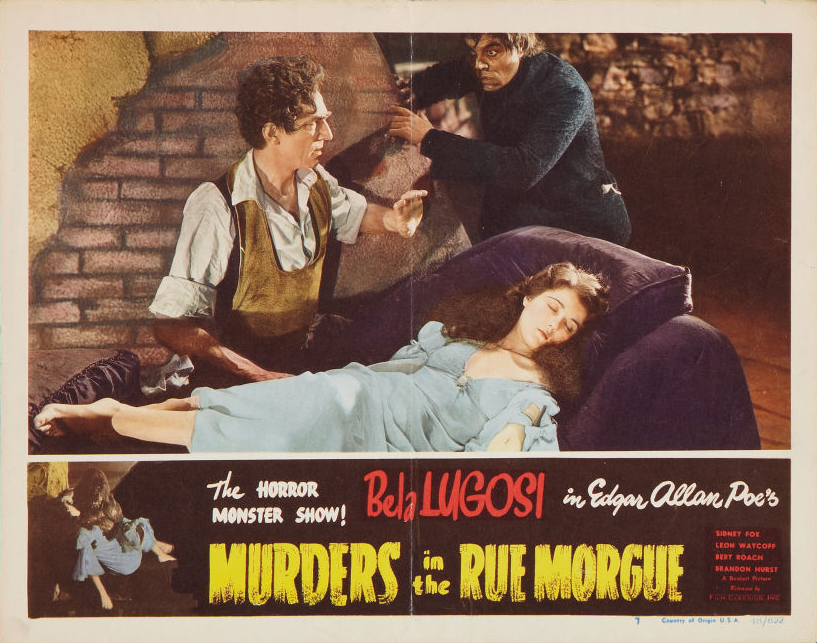
Targeta del vestíbul per a la reedició de 1949 de Murders in the Rue Morgue de Realart Pictures Inc.

The Hollywood Reporter va escriure sobre una projecció prèvia el 6 de gener de 1932, afirmant que la pel·lícula "va donar a Santa Ana un ensurt perfectament deliciós i una nit sense dormir", i qualificant a Robert Florey com una "opció intel·ligent" per al director. El revisor també va dir que Lugosi "té les necessitats físiques i està tan legítimament entrenat que, tot i que la seva actuació fa olor de la vella legitimitat, és la perfecció en un paper d'aquest tipus. Lugosi mastega l'escenografia, però fa que el públic agradi".
El 10 de febrer, Murders in the Rue Morgue es va presentar al teatre RKO-Mayfair de Nova York. La pel·lícula va guanyar 21.000 dòlars la primera setmana en aquell teatre, però va fer mals negocis a escala nacional en comparació amb Dràcula i Frankenstein. Murders in the Rue Morgue es va estrenar el 21 de febrer i va ser distribuïda a les sales per Universal Pictures. Els taulers de censura dels Estats Units van abreujar escenes que mostraven la mort de la prostituta i van treure trets de la seva apunyalada i d'ella lligada en un laboratori. Els censors també van eliminar escenes amb noies ballarines i elements de la trama que suggerien que l'home va evolucionar a partir dels simis. Segons l'⁣American Film Institute, malgrat que algunes fonts indiquen que el temps de durada de la pel·lícula és de 75 minuts, el grup no va trobar cap prova que s'executés amb aquesta durada. Segons l'entrada de la base de dades de pel·lícules, gairebé totes les fonts donen a la pel·lícula una durada de 62 minuts, excepte Film Daily, que li donava una durada de 75 minuts. El març de 1947, Universal va anunciar que tornaria a estrenar Dràcula (1931) i Frankenstein (1931) amb una doble factura. Després de ser projectada a Los Angeles, Murders in the Rue Morgue es va continuar presentant als cinemes, donant lloc a més reedicions teatrals per Realart Pictures a finals dels anys quaranta. Murders in the Rue Morgue va ser reestrenat als cinemes el 1949.

### Mitjans domèstics
El setembre de 1992, MCA/Universal va llançar Murders in the Rue Morgue en vídeo domèstic. El 2005, la pel·lícula juntament amb The Black Cat, The Raven, The Invisible Ray i Black Friday es va estrenar en DVD com a part de la Col·lecció Bela Lugosi. Crida! Fàbrica va llançar la pel·lícula en Blu-ray amb dos comentaris d'àudio inclosos com a extres addicionals el 2019. Eureka Entertainment va estrenar la pel·lícula en Blu-ray el juliol del 2020, en un conjunt anomenat Three Edgar Allan Poe Adaptations Starring Bela Lugosi, que també inclou The Black Cat i The Raven, com a part de la seva col·lecció Masters of Cinema.
L'any 2004, el crític i historiador de cinema Tim Lucas va escriure un article titulat Re-arranging the Rue Morgue a Video Watchdog, en el qual va suggerir reorganitzar algunes escenes per seguir potencialment les intencions originals de Florey. L'article de Lucas va portar a Gary L. Prange a escriure una carta a la revista suggerint edicions que eliminarien els errors de continuïtat en la reordenació de Lucas. Una versió de la pel·lícula basada en els reordenaments proposats per Lucas i Prange està disponible com a ou de Pasqua al Blu-ray de Masters of Cinema; S'hi pot accedir destacant el títol de la pel·lícula al menú principal.

## Recepció
Segons el llibre Universal Horrors, la recepció crítica de Murders in the Rue Morgue en el seu llançament va ser "dura". Entre les crítiques contemporànies Andre Sennwald de The New York Times va dir que la pel·lícula pateix "un esforç excessiu per terroritzar" i que el repartiment estava sobreactuant. Variety va qualificar la pel·lícula de "sexuada fins al límit", ja que "Sidney Fox sobrepassa l'enginy dolç fins al punt de gairebé distreure qualsevol públic de qualsevol por que es pugui tenir per ella". The National Board of Review Magazine va comentar: "La història manté l'interès d'un al llarg de tot, encara que l'actuació no és especialment destacada i la història no aprofita tota la quantitat d'horror que hom esperaria de l'obra de Poe". Kate Cameron, del New York Daily News, va dir que la pel·lícula és una "història de pantalla artificial" i va elogiar la seqüència final.
Entre les crítiques positives, Bill Swigart de The Hollywood Herald va dir que la pel·lícula "evoca forts elogis d'aquells que aprecien la bellesa dels fons artístics suaus en harmonia amb la bellesa de l'època i l'entorn" i va elogiar la caracterització com a "gairebé perfecta". Si bé els crítics van comentar negativament l'actuació, alguns van elogiar l'actuació de Lugosi. Cameron va assenyalar que el "suggeriment de Lugosi del metge boig i criminal és efectiu", mentre que la publicació britànica Today's Cinema va dir que Lugosi va retratar el doctor Mirakle "de la manera més realista". El Washington Post va qualificar Lugosi d'"un gran actor" que "pot encunyar noves emocions".
A partir de ressenyes retrospectives, Patrick Legare d'AllMovie va valorar Murders in the Rue Morgue amb quatre estrelles de cinc, elogiant l'actuació de Lugosi, la fotografia de Freund i la direcció de Florey mentre trobava febles el guió i la resta del repartiment i personatges. Els autors d' Universal Horrors van dir que, malgrat que la pel·lícula és "defectuosa i cruixent" amb "una actuació datada, un diàleg enganxat i un romanç desagradable", Murders in the Rue Morgue és "molt probablement el més infravalorat dels Universal Horrors".
Glenn Erickson de DVD Talk va qualificar la pel·lícula d'un "embolic enormement divertit" que "sovint es burla per la seva interpretació incòmoda i la seva història desafiada per la lògica". Erickson també va comentar que l'actuació de Lugosi contribueix "a una sensació d'irrealitat onírica". A la Guia de pel·lícules de Leonard Maltin, la pel·lícula ocupa la millor classificació de les tres adaptacions al llargmetratge de la història homònima de Poe. Michael H. Price del Fort Worth Star-Telegram va comparar una versió de televisió de 1986 amb altres adaptacions, afirmant que la versió de Florey de 1932 segueix sent la millor d'elles.

## Llegat
Molt després del seu llançament, els membres del repartiment i l'equip van comentar Murders in the Rue Morgue. Florey esperava que la pel·lícula donaria principi la seva carrera i va pensar que hauria estat millor si el dolent hagués estat eliminat del guió. Florey va deixar Universal després de l'estrena de la pel·lícula i va signar amb Warner Bros. Florey va fer només un llargmetratge de terror més, La bèstia amb cinc dits, que també inclou ombres i figures fosques semblants a Caligari. Florey també va dirigir capítols posteriors de The Twilight Zone i The Outer Limits. A Leon Ames també li va desagradar Murders in the Rue Morgue, ja que va dir en una entrevista a Famous Monsters of Filmland que és "una pel·lícula perfectament horrible que encara apareix a la televisió per perseguir-me".
Lugosi va protagonitzar diverses adaptacions més de les històries de Poe, com ara The Black Cat i The Raven, en què va tornar a interpretar a científics. Lugosi seria escollit sovint pels papers de científic boig o de metge en pel·lícules futures, com ara The Phantom Creeps, The Devil Bat, The Corpse Vanishes, The Ape Man, Return of the Ape Man, Mother Riley Meets the Vampire i Bride of the Monster. Lugosi també va aparèixer en altres obres relacionades amb Poe fora del cinema, com una adaptació de "La bota d'amontillado" per a la sèrie de televisió Suspense i una actuació radiofònica d'"El cor delator" de Poe.
Les adaptacions posteriors de "The Murders in the Rue Morgue" inclouen El fantasma del carrer de la Morgue (1954), una pel·lícula en 3D en color que va ser produïda per Warner Bros. Aquesta versió de la pel·lícula també inclou Charles Gemora, que apareix com un simi que terroritza el París del segle xix. Gordon Hessler va dirigir una adaptació de 1971 de Murders in the Rue Morgue, que s'acosta més a ser una adaptació de El fantasma de l'Òpera que del conte de Poe. Una adaptació televisiva de la història de 1986 va ser dirigida per Jeannot Szwarc i protagonitzada per George C. Scott com Auguste Dupin.